# 창녕성씨 만력보 목판
창녕성씨 만력보 목판(昌寧成氏 萬歷譜 木板)은 대한민국 경상남도 창녕군에 있는 조선시대의 목판이다.
1990년 1월 16일 경상남도의 유형문화재 제266-5호 창녕성씨만력보책판으로 지정되었다가, 2018년 12월 20일 현재의 명칭으로 변경되었다.

## 개요
명조의 만력 44년 병진년에 판각하였다하여 만력보 혹은 병진보라고도 하는 이것은 창녕성씨의 족보이다.

## 참고 문헌
- 창녕성씨 만력보 목판 - 국가유산청 국가유산포털